# ジェルジンスキー (モスクワ州)
座標: 北緯55度38分 東経37度51分 / 北緯55.633度 東経37.850度

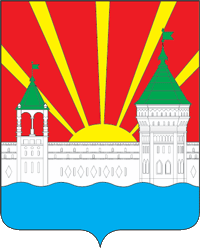
ジェルジンスキーの市章

ジェルジンスキー（ロシア語: Дзержи́нский、ラテン文字表記の例: Dzerzhinsky）は、ロシアのモスクワ州にある都市。人口は5万7918人（2021年） 。モスクワの南東に隣接している。リュベルツィの5キロメートル南にあり、ヴィドノエの北に当たる。モスクワ川の河畔に位置する。

## 歴史

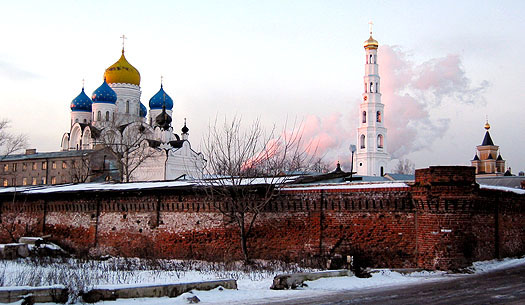
ウグレシ修道院（ニコロ＝ウグレシスキー修道院）

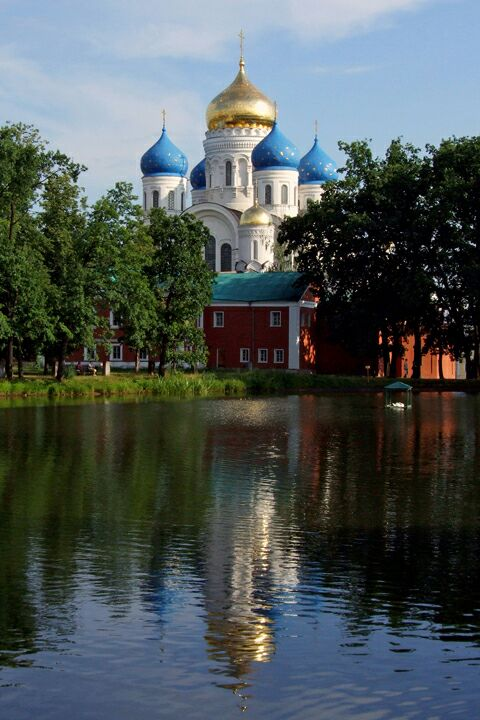
ウグレシ修道院（ニコロ＝ウグレシスキー修道院）。修道院は城壁に囲まれ、その中には多くの聖堂や池がある。

1380年、ドミトリー・ドンスコイ公はクリコヴォの戦いに赴く途中、ウグレシャ川のほとりのこの地で聖ニコライのイコンを発見したとされる。戦いに勝利した後、ドミトリー・ドンスコイはこれを記念し、イコンの発見された場所にウグレシ修道院（ニコロ＝ウグレシスキー修道院）を建立した。その周りに成立したウグレシャ（Угреша）あるいはウグレシスカヤと呼ばれた集落が現在のジェルジンスキー市街の始まりである。
17世紀、ツァーリ・アレクセイはしばしばウグレシ修道院に通い、アレクセイやモスクワ総主教ニーコンがその邸宅を建てたため、修道院はロシア有数の豊かさを誇るようになった。また戦争の折には要塞としても機能した。19世紀になるとウグレシの聖ピメンの指揮によりさらに拡張工事が行われた。
十月革命でボリシェヴィキが政権を握ると、1920年には修道院は閉鎖され、モスクワなどの浮浪児を収容して労働をさせるためのコロニーに変えてしまった。後にはチェーカーの責任者フェリックス・ジェルジンスキーにより労働者コミューンに変えられた。
1921年、コミューンは修道院の城壁の外側にまで拡大し、城壁の外に集合住宅が作られた。この集落はコミューン解消後の1938年に都市型集落の地位を与えられた。この集落はジェルジンスキー・コミューンにちなんでジェルジンスキーと呼ばれるようになった。1981年に市に昇格した。今日では典型的なモスクワの郊外住宅都市の一つとなり、多くの人々がモスクワ都心に通勤通学している。
ウグレシ修道院の跡地では、16世紀に完成した古い聖ニコライ聖堂が1940年に取り壊されるなどの破壊が進んでいた。1991年にはロシア正教会に返還され、以後、古い聖堂の修復のほか新しい施設や聖堂が建設されている。

## 産業・交通
ジェルジンスキーには化学工場が集積しているほか、軍用の化学工場、コンクリート製造工場、コジェネレーション施設などが集まっている。
モスクワ市の市境を一周するモスクワ環状道路（MKAD）がジェルジンスキーの隣を通る。モスクワやリュベルツィへの通勤は多くのバス路線やマルシュルートカが担う。リュベルツィからジェルジンスキーへは鉄道支線があるが、貨物列車のみで、旅客営業は1997年に取りやめとなっている。

## 姉妹都市
- マルマリス, トルコ
- ベルコヴィツァ, ブルガリア
- モンタナ, ブルガリア
- クラスノペレコプシク, ウクライナ
- マロヤロスラヴェツ, ロシア
- イヴァノヴォ, ロシア
- グシ＝フルスタリヌイ, ロシア
- オジョールィ, ロシア
- ソリガリチ, ロシア
- ザレーチヌイ, ロシア
- アレクシン, ロシア
- グブキン, ロシア
- ベロモルスク, ロシア